# Yuan d'esame
Lo Yuan d'esame è uno dei cinque rami governativi ("yuan") del governo della Repubblica di Cina (Taiwan). È incaricato di convalidare la qualifica dei dipendenti pubblici della RDC. Come ramo speciale di governo secondo i Tre Principi del Popolo, può essere (retrospettivamente) confrontato con l'Ufficio europeo di selezione del personale dell'Unione Europea o l'Ufficio di gestione del personale degli Stati Uniti d'America. Fondata dai nazionalisti cinesi all'inizio del XX secolo, lo Yuan d'esame si basa sul vecchio sistema di esame imperiale utilizzato nella Cina Imperiale.

## Storia

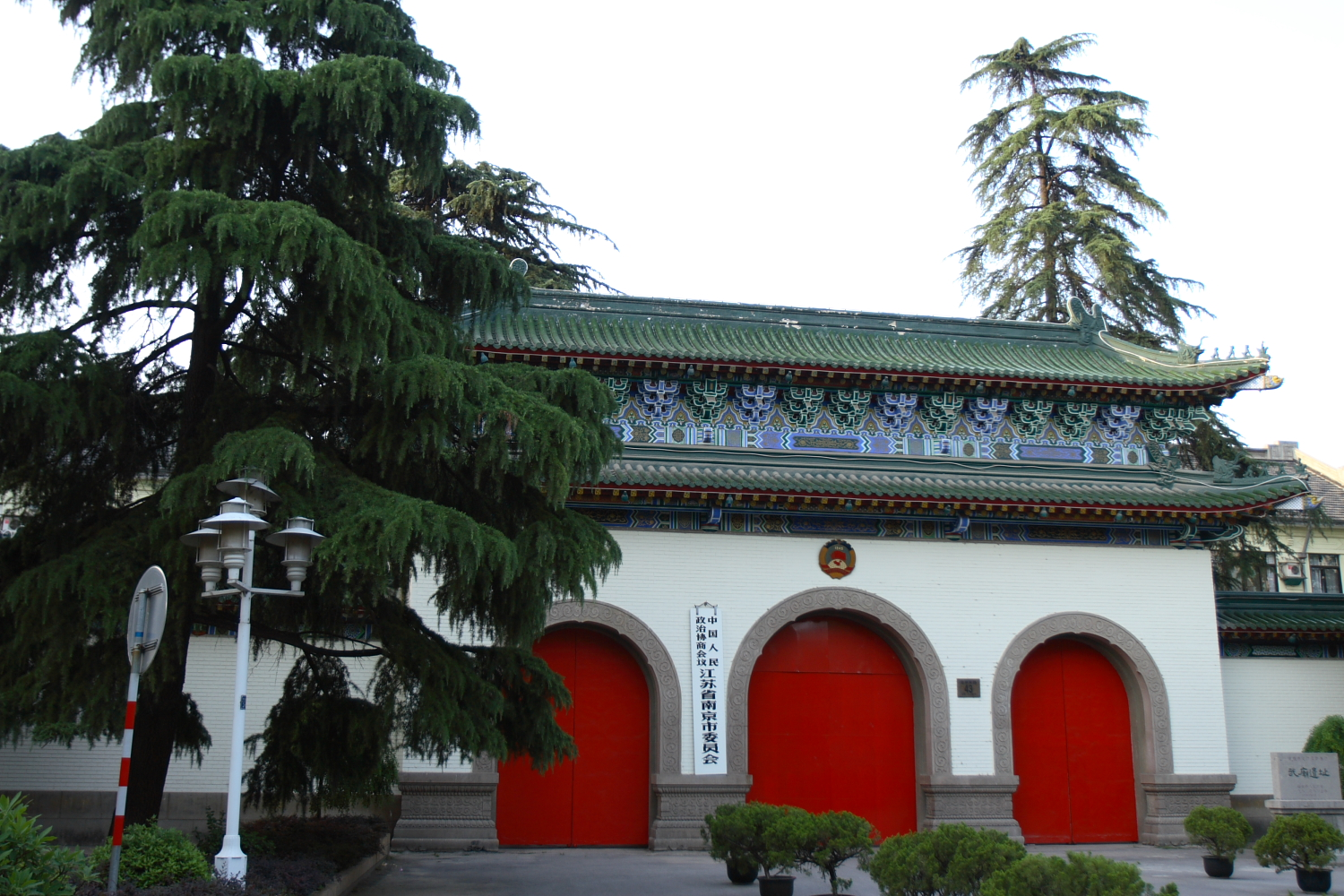
Ex sede dello Yuan d'esame a Nanchino.

Dopo la fine della spedizione del Nord nel 1928, il governo nazionalista ha istituito l'ufficio preparatorio dello Yuan d'esame nell'ottobre del 1928 in cui fu promulgata la legge organica. Nel maggio 1929, il quartier generale dello Yuan d'esame fu inaugurato al Tempio di Kuankung e Yueh Fei a Nanchino. Nel gennaio 1930, lo Yuan d'esame, le sue commissioni subordinate di esame e il Ministero del Servizio Civile sono state formalmente costituite.
Nel dicembre 1937, il quartier generale fu trasferito a Chongqing durante la seconda guerra sino-giapponese. Nel gennaio del 1950, il quartier generale fu trasferito temporaneamente nel Tempio di Confucio a Taipei (Taiwan) dopo la guerra civile cinese. Nel dicembre 1951, la sede è stata trasferita nel distretto di Muzha di Taipei. Nel marzo 1990 è stato inaugurato lo Yuheng Building dello Yuan d'esame.

## Struttura organizzativa
- Consiglieri
- Segreteria
- Prima Divisione
- Seconda Divisione
- Terza Divisione
- Ufficio di Modifica e Compilazione
- Ufficio di Gestione delle Informazioni
- Ufficio Segretario
- Ufficio del Personale
- Ufficio Contabilità
- Ufficio di Statistica
- Ufficio dell'Etica del Servizio Civile
- Comitato per le Petizioni e gli Appelli
- Commissione Giuridica
- Comitato per la Ricerca e lo Sviluppo[2]

## Lista dei Presidenti dello Yuan d'esame

### Prima della Costituzione del 1947
- Dai Jitao (25 ottobre 1928 - 1932, KMT)
  - Niou Yung-chien (1932–1935, KMT) (ad interim)
- Dai Jitao (1935 - 10 luglio 1948, KMT)

### Dopo la Costituzione del 1947
- Chang Po-ling (10 luglio 1948 - 25 novembre 1949, KMT)
  - Niou Yung-chien (25 novembre 1949 - 21 aprile 1952, KMT) (ad interim)
- Chia Ching-teh (21 aprile 1952 - 1º settembre 1954, KMT)
- Mo Teh-hui (1º settembre 1954 - 1º settembre 1966, KMT)
- Sun Fo (1º settembre 1966 - 13 settembre 1973, KMT)
- Yang Liang-kung (14 settembre 1973 - 1º settembre 1978, KMT) (ad interim fino al 20 ottobre 1973)
- Liu Chi-hung (1º settembre 1978 - 1º settembre 1984, KMT)
- Kung Teh-cheng (1º settembre 1984 - 24 aprile 1993, KMT)
- Chiu Chuang-huan (24 Apr 1993 - 1º settembre 1996, KMT)
- Hsu Shui-teh (1º settembre 1996 - 1º settembre 2002, KMT)
- Yao Chia-wen (1º settembre 2002 - 1º settembre 2008, PPD)
  - Wu Jin-lin (1º settembre 2008 - 1º dicembre 2008, KMT) (ad interim)
- John Kuan (1º dicembre 2008 - 1º settembre 2014, KMT)
- Wu Jin-lin (1º settembre 2014 - 1º settembre 2020, KMT)
- Huang Jong-tsun (1º settembre 2020 - in carica, Ind.)